# Donald Blessing
Donald F. "Don" Blessing, född 26 december 1905 i Hollister, död 4 juli 2000 i Belvedere Tiburon, var en amerikansk roddare.
Blessing blev olympisk guldmedaljör i åtta med styrman vid sommarspelen 1928 i Amsterdam.